# تل حلف

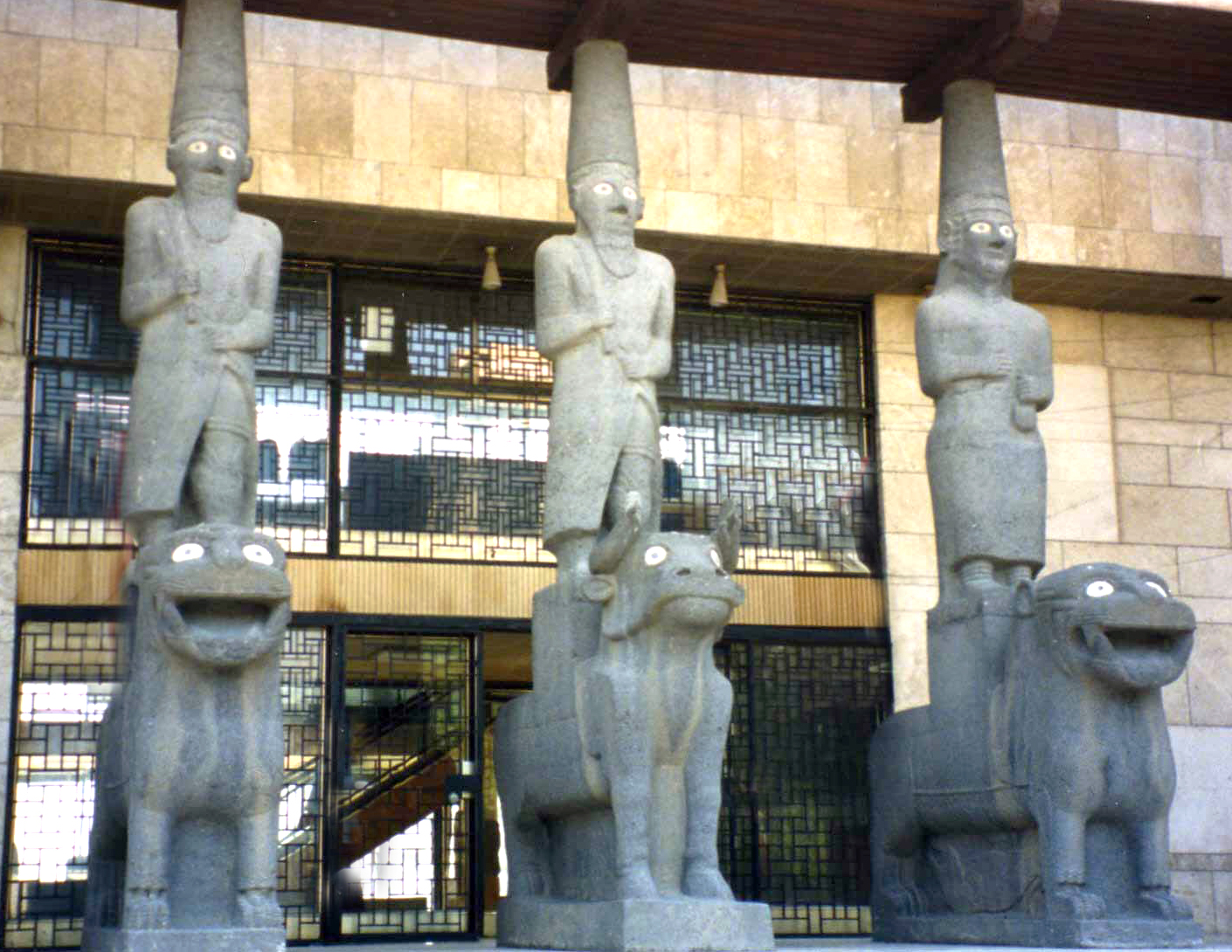
آثار من تل حلف في المدخل الرئيسي لمتحف حلب

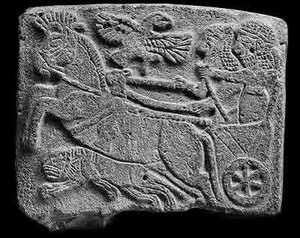
رسم على البازلت لقطة صيد، وجدت في تل حلف، مؤرخة 850-830 ق.م

تل حلف تل أثري قديم في شمال شرق سوريا غربي مدينة رأس العين، عند منطقة ينابيع نهر الخابور. وتل حلف هو الاسم المعاصر للموقع الذي كان يدعى باسم غوزانا في الألف الأول ق.م؛ وهو موقع مدينة أثرية في سوريا تمثل فترة زمنية في تاريخ بلاد الرافدين. فيه أول كشف لآثار من العصر الحجري الحديث، وسميت الحضارة المنسوبة إلى تل حلف بالحضارة الحلفية. تتميز بالفخاريات المزججة مزينة برسوم هندسية ورسوم حيوانات. تعود آثار الموقع للألف السادس قبل الميلاد، وكان بعدها موقعًا لمدينة غوزانا الآرامية.

## الاكتشاف
اكتشف الموقع في عام 1899 من قبل الدبلوماسي الألماني البارون «ماكس فون أوبنهايم» بينما كان يمسح المنطقة لبناء سكة حديد بغداد. في الوقت الذي كانت فيه سوريا تحت حكم الامبراطورية العثمانية. عاد للتنقيب في الموقع من 1911 إلى 1913 ثم مجددا 1929 تحت الوصاية الفرنسية بعد تشكل سوريا الحديثة. نقل أوبنهايم الكثير من اللقى الأثرية التي عثر عليها إلى برلين. في 2006 بدأت حملة تنقيب سورية-ألمانية جديدة تحت أشراف «لوتز مارتن» (Lutz Martin) (متحف «الشرق الأدنى» في برلين) وعبد المسيح بغدو (مديرية آثار الحسكة).
أنشا «فون أوبناهيم» متحف تل حلف في برلين لتخزين وعرض مكتشفاته. إلا أن المتحف تحطم بسبب القصف الجوي العنيف في الحرب العالمية الثانية، كما تعرضت العديد من التحف للأضرار أو دمرت، ما اعتبر أحد أسوأ الخسائر التي حدثت لآثار الشرق الأدنى. ومع ذلك فقد تم إنقاذ ثمانين متر مكعب من شظايا المنحوتات والتماثيل البازلتية الضخمة وتخزينها بعيدًا في متحف بيرغامون. في 2001 بدأ مشروع الترميم في ألمانيا وإعادة أعمار العديد من التحف التالفة.

## تاريخ

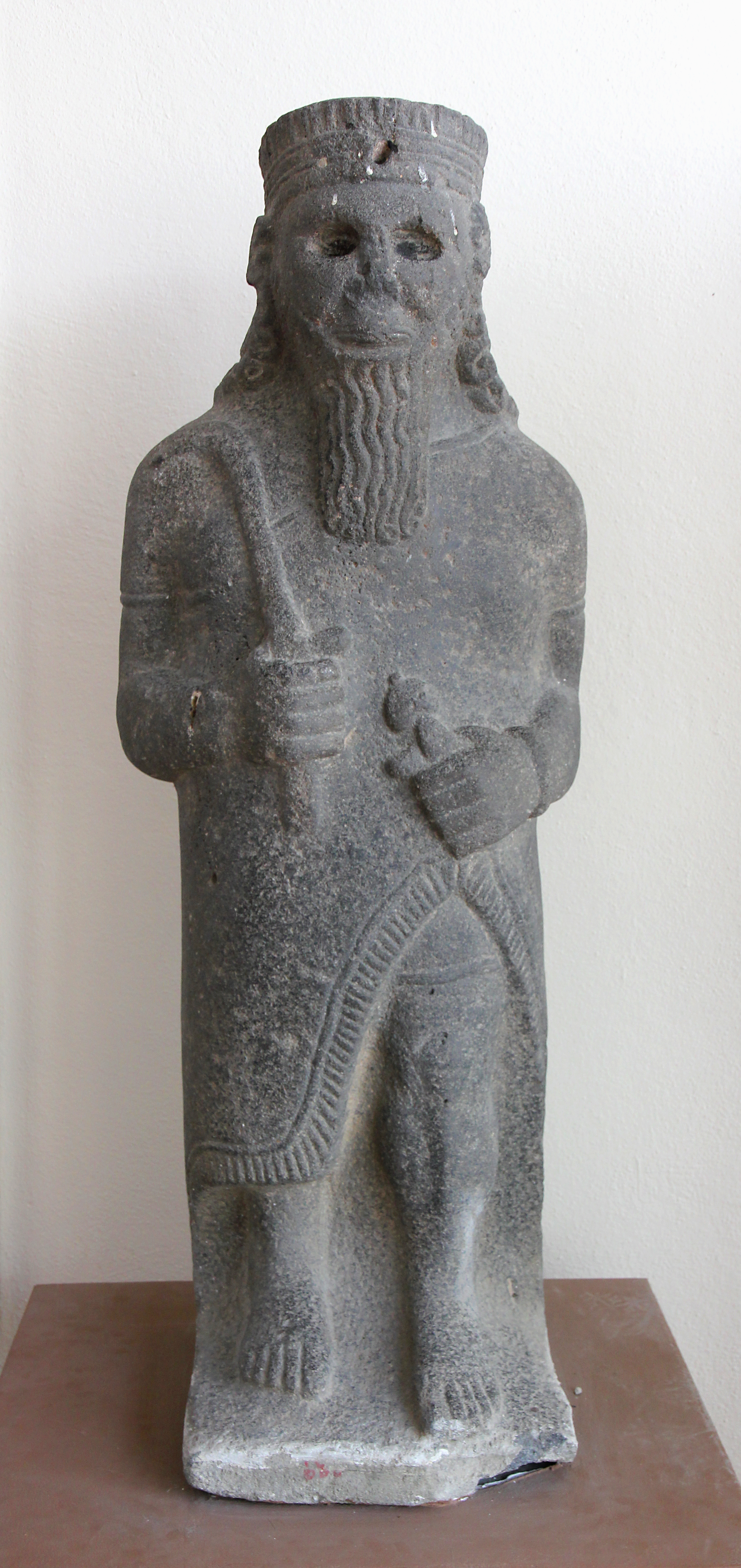
تمثال لرجل من غرفة عبادة في تل حلف، أواخر العصر الحثي. اليوم في متحف أضنة، تركيا

تل حلف هو الموقع النموذجي لثقافة حلف التي تطورت بدء من العصر الحجري الحديث الفخاري، دون أي انقطاع سكني (هجر) طويل. ازدهر تل حلف من حوالي 6100 إلى 5400 ق.م، في الفترة الزمنية المتعارف عليها في التقسيمات الزمنية للهلال الخصيب بفترة ثقافة حلف. ثم تراجعت ثقافة حلف في الموقع وعموم المنطقة لصالح ثقافة العبيد، ثم هجر الموقع لفترة طويلة.
في القرن العاشر ق.م استولى الآراميون من بيت بحياني على تل حلف التي تم إعادة تأسيسها تحت اسم غوزانا. قام الملك كابارا ببناء ما يسمى بهيلاني وهو قصر مبني بالأسلوب الحثي الجديد مع زخرفة غنية من التماثيل والحجر البلاطي النافر
في العام 894 ق.م قام ملك الأشوريين «اداد نيراري الثاني» بتسجيل الموقع في حولياته على أنها دولة مدنية تابعة للآراميين. وفي العام 808 ق.م تم تخفيض رتبة المدينة والمناطق المحيطة بها إلى رتبة محافظة تابعة للإمبراطورية الأشورية. مقر المحافظ كان قصر يقع في الجزء الشرقي لتل القلعة. وقد عايشت غوزانا انهيار الإمبراطورية الآشورية واستمرت مأهولة حتى الفترة الرومانية -البارثية.
حالياً تحيط بالتل قرية تحمل اسم التل هي قرية تل حلف والتي يبلغ عدد سكّانها ما يقارب 10000 نسمة، تعمل الغالبية العظمى من سكانها في الزراعة.

## الاقتصاد
مارس السكان في هذه الحقبة الزراعة البعلية، حيث اعتمد هذا النوع من الزراعة على استغلال مياه الأمطار الطبيعية بدون مساعدة الري، في ممارسة مماثلة لتلك التي لا تزال تمارس اليوم من قبل شعب هوبي في أريزونا، وانتشرت زراعة الشعير ذو الصفين والكتان، ورعوا الأبقار والأغنام والماعز.

## العمارة
مع أنه لم يتم التنقيب بشكل شامل عن أي مستوطنة حلفية، إلا أن بعض الأبنية تم التنقيب تشابه الأبنية المعروفة بالثولوس (Tholos) وهو بناء على شكل ثقب المفتاح كما في تل الأربجية. وهذه الأبنية ذات قبب دائرية يتم الوصول إليها عبر ممرات مستطيلة طويلة. فقط عدد قليل من هذه المباني تم كشفها. وقد تم إنشاء هذه الأبنية بالطين المجفف تحت أشعة الشمس، وأحيانا أخرى أسست بالحجر، وربما أسست هذه المباني لأداء الطقوس فقد تم العثور في أحد هذه المباني على كمية كبيرة من التماثيل الأنثوية (عشتارات). وأبنية دائرية أخرى ربما كانت منازل فقط.
في فترات تاريخية أصبح التل نفسه قلعة للآراميين ومدينة الآشوريين. البلدة السفلى امتدت إلى 600 متر من الشمال إلى الجنوب و 1000 متر من الشرق إلى الغرب. وبني على تل القلعة القصور والأبنية العامة الأخرى. أكثرهم شهرة كان القصر الغربي بديكوراته الغنية والمبني وفق النمط المسمى «بيت حيلاني» (Hilani)، ويعود تاريخ بناء القصر إلى زمن الملك «كابارا (Kapara)» والقصر الشمالي الشرقي، مقر الحكام الآشوريين. وتم العثور في البلدة السفلى على معبد من النمط الآشوري.

## فخار حلف

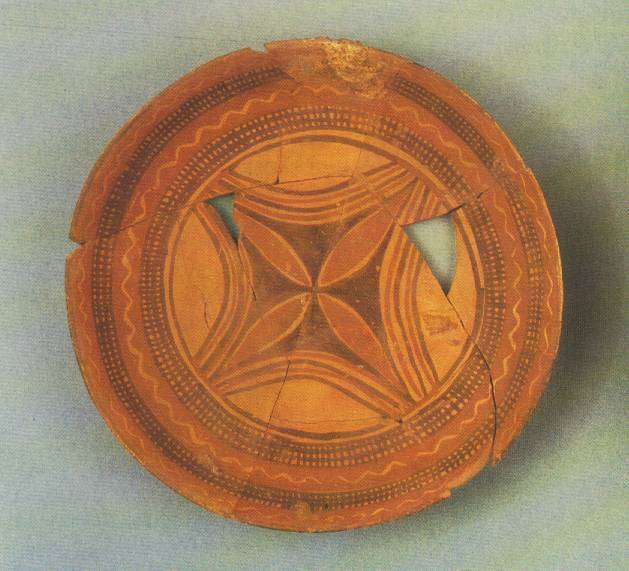
صورة لآنية من تل حلف

أكثر ما يميّز ثقافة حلف هو «الفخار الحلفي»، والذي أنتجه خزفيون متخصصين، ويمكن الرسم عليه، وأحيانا باستخدام أكثر من لونين (يسمى متعدد الألوان)، وتميز بزخارف هندسية وحيوانية. وهناك أنماط أخرى معروفة من فخار حلف بما فيها غير الملون وخزف الطبخ وخزف بأسطح مصقولة.
هناك عدة فرضيات حول لماذا تطور أسلوب الخزف المميز. الفرضية القائلة بأن تطور أسلوب الخزف جاء نتيجة التقليد الإقليمي وأنه جرى تبادله كمتاع مفاخرة بين النخبة المحلية أصبحت فرضية متنازع عليها. وعلى الأرجح كان الهدف من إنتاج فخار حلف المدهون بألوان متعددة للمتاجرة به كبضاعة مميزة للتصدير. مع ذلك فإن سيطرة الفخار الملون المصنع محليا في كل مواقع حضارة حلف بما فيها مستعمرات الخزافين يضع هذه الفرضية موضع تساؤل.
وقد تم العثور على فخار حلف في أجزاء أخرى من شمال ما بين النهرين مثل نينوى وتيبي غاورا وشاغربازار وفي أماكن عديدة في الأناضول مما يعني أنه كان يستعمل بشكل واسع في المنطقة، بالإضافة لذلك فإن مجتمعات حلف صنعت تماثيل أنثوية (عشتار|عشتارات) من الطين المشوي جزئيا والحجارة والأختام الحجرية.
ويعتقد أن الأختام ظهرت من تطوير مفاهيم الملكية الشخصية كما استعلمت مثل هذه الأختام في أوقات لاحقة. استعمل سكان حلف أدوات مصنوعة من الحجر والصلصال، والنحاس كان أيضا معروف ولكنه لم يستخدم في الأدوات.

## غوزانا

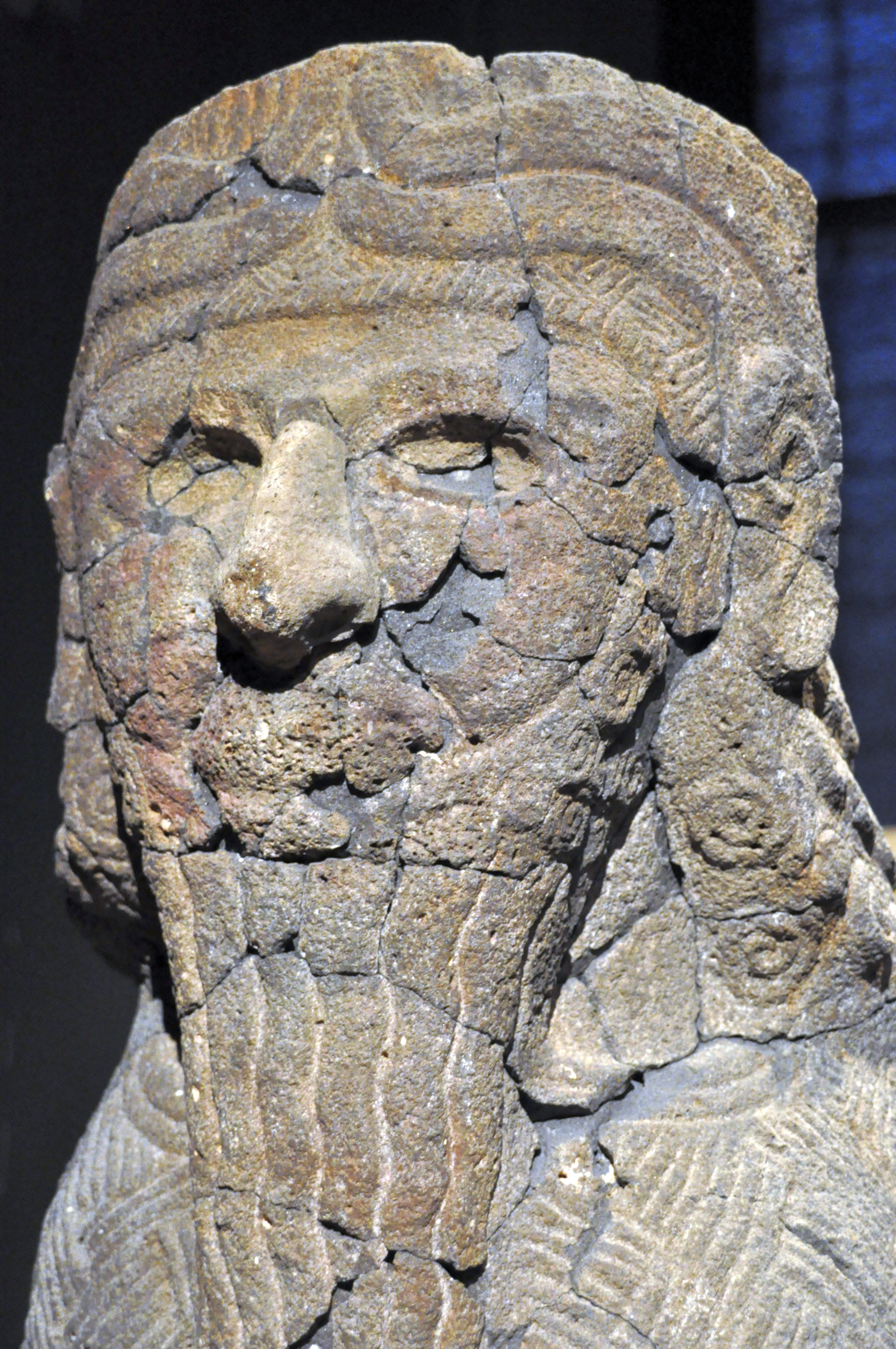
الرجل الظائر-العقرب من بوابة العقرب في القصر الغربي من تل حلف، تعرض لبعض الأضرار الناجمة عن النيران في 1943 وتم ترميمه لاحقاً.

تم الكشف في تل حلف عن أهم المدن الأثرية وأقدمها وهي مدينة غوزانا الواقعة في جنوبي مدينة رأس العين السورية، وتعد من أقدم المناطق الحضارية في تاريخ الحضارات البشرية. ولقد حصنت المدينة في جهة الشمال بسفح منحدر وعر، وفي الجوانب الأخرى والحي الجنوبي من المدينة بسور يحيط بالمدينة منذ العصور القديمة. وثمة سور جداري آخر يفصل الحصن المبني في الجزء الشمالي من المدينة السفلى الواقعة في منطقة منخفضة.
تبلغ مساحة المدينة الخارجية نحو 50 هكتاراً والداخلية 5.1 هكتارات، ويمكن تمييز دورين أساسيين لتاريخ الاستيطان فيه، ولكنهما دوران غير متتاليين، بل تفصل بينهما فترة تاريخية تبلغ أكثر من ثلاثة آلاف سنة، وهما:
- عصر ما قبل التاريخ، وهو العصر الحجري النحاسي (الكالكويتي) الذي يؤرخ بالألفين السادس والخامس ق.م.
- عصر الممالك السورية الشمالية الصغرى الذي ساد فيه الآراميون خلال أواخر الألف الثاني وبواكير الألف الأول ق.م.

ثم فقد الموقع خلال الألف الأول ق.م، أهميته التاريخية، وتناقصت كثافة الاستيطان البشري فيه؛ وتعود الشواهد القليلة الأخيرة في الموقع إلى العصر الهيليني والإسلامي العربي. وعثر في جميع أنحاء الموقع تقريباً، حيثما نقب المنقبون على سوية استيطان قديمة واضحة تتضمن قطعاً فخارية ملونة من عصور ما قبل التاريخ. وصار الباحثون يسمون ذلك الفخار فخار تل حلف، نسبة إلى أول مكان أساسي عثر فيه على نماذج منه.

## وصلات خارجية

نقش يصور الجني المجنح في قصر الملك كابارا. متحف والترز للفنون، بالتيمور.

ثقافة حلف